# Konstantin von Neurath
Konstantin Hermann Karl friherre von Neurath (født 2. februar 1873, død 14. august 1956) var en tysk nazistisk politiker og udenrigsminister fra 1932 til 1938.

## CV
Konstantin von Neurath blev født den 2. februar 1873 i Kleinglattbach. Han studerede jura i Tübingen og Berlin og fik embedseksamen i 1892. Han arbejdede til 1901 i et  advokatfirma i Württemberg. Samme år blev han ansat i den tyske regerings udenrigskontor i Berlin. I 1903 blev han vicekonsul i den tyske ambassade i London, og i 1909 blev han konsul der. I 1914 blev han sendt til den tyske ambassade i Konstantinopel.
I 1914 blev han officer i et infanteriregiment i 1. verdenskrig. Samme år modtog han udmærkelsen Jernkorset. Neurath fortsatte, til han blev hårdt såret i 1916. I 1919 blev han konsul i den tyske ambassade i København, hvor han gjorde tjeneste til 1921. Fra 1923 til 1930 gjorde han tjeneste i den tyske ambassade i Rom, hvorefter han vendte tilbage til den tyske ambassade i London.

## Von Neurath og nazismen
I 1932 vendte han hjem til Tyskland som udenrigsminister og var det til 1938. Neurath blev medlem af nazipartiet NSDAP i 1937 og udnævnt til SS-Obergruppenführer. 
1938-1939 var han minister uden portefølje.
I 1939 blev han rigsprotektor for Böhmen og Mähren (Tjekkoslovakiet). Adolf Hitler mente, at han var for mild mod tjekkerne og modstandsbevægelsen og erstattede ham med Reinhard Heydrich, der blev stedfortrædende rigsprotektor i Tjekkoslovakiet i september 1941. Von Neurath søgte længe at fratræde sin stilling, men Hitler accepterede først hans opsigelse i august 1943, hvorefter von Neurath var ude af krigen. Han blev taget til fange i 1945.
Han blev tiltalt den 1. oktober 1946 i Nürnbergprocessen for 
- Forbrydelser mod freden.
- Deltagelse i sammensværgelse om at begå forbrydelser mod freden.
- Krigsforbrydelser.
- Forbrydelser mod menneskeheden.

Han blev fundet skyldig og idømt 15 års fængsel. På grund af svigtende helbred blev han løsladt fra Spandau-fængslet i 1953 og døde tre år senere. Han blev 83 år.

## Ordener
Denne liste er ufuldstændig; hjælp gerne med at udfylde den.
- Jernkorset
- Neurath blev udnævnt til Storkorsridder af Dannebrogordenen med bryststjerne i diamanter den 19. februar 1938. Kong Christian X overrakte ham  korset i Berlin. Kongen var i Berlin i anden anledning og overrakte udnævnelsen under en audiens. I 1946 blev Neurath slettet af riddernes tal ved kongelig resolution og hans våbenskjold nedtaget.[2]